# Mao Shimada
Mao Shimada (島田 麻央 Shimada Mao?), född 30 oktober 2008 i Koganei, är en japansk konståkare.

## Karriär
Vid junior-VM 2023 i Calgary tog Shimada guld i damernas singel. Vid ungdoms-OS 2024 i Gangwon tog hon guld i damernas singel.